# Zamek Piszczałowski

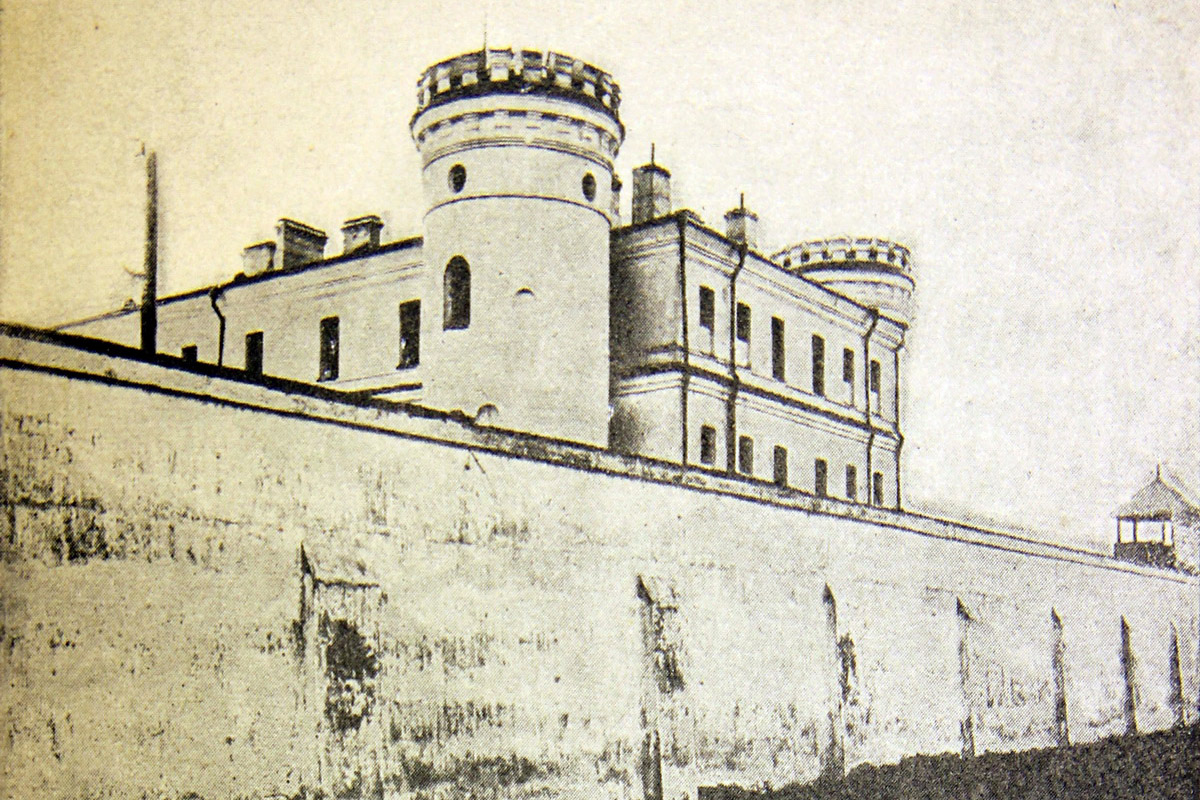
Zamek Piszczałowski

Zamek Piszczałowski (biał. Пішчалаўскі замак у Менску; ros. Замок Пищаловский) – zabytkowe więzienie w stylu klasycystycznym z elementami neogotyku, zbudowane w I połowie XIX wieku i znajdujące się w Mińsku przy ul. Wołodarskiego.

## Historia
Więzienie zostało zbudowane w 1825 roku w stylu klasycystycznym z elementami neogotyku według projektu architekta Piszczały na ówczesnym Przedmieściu Romanowskim. Dwupiętrowy budynek powstał na planie prostokąta i został nakryty czterospadowym dachem. Z czterech stron do głównego korpusu dobudowano masywne cylindryczne ząbkowane wieże z szatrowym dachem.
Przeznaczeniem budynku było więzienie, w którym w latach 1830–1831 i 1863–1865 przebywali powstańcy listopadowi i styczniowi, a później również rewolucjoniści. Byli tu również więzieni Wincenty Dunin-Marcinkiewicz oraz Jakub Kołas. Po wejściu do miasta wojsk bolszewickich w grudniu 1917 z więźniów sformowano milicję miejską. Po nastaniu władzy radzieckiej na Białorusi budynek nadal funkcjonował jako więzienie (również w okresie okupacji niemieckiej 1941–1944); przed II wojną światową i po niej był więzieniem NKWD. W czerwcu 1941 roku przeprowadzono ewakuację więzienia (zob. droga śmierci Mińsk-Czerwień).
Więzienie – nazywane przez mińszczan „wołodarką” – mieści nadal więzienie, jednak nie jest wykluczona zmiana jego przeznaczenia, np. na muzeum. W 2008 na skutek prac remontowych zawaliła się jedna z wież narożnych budynku. W więzieniu dokonuje się egzekucji skazanych na karę śmierci.

## Znani więźniowie
- Wincenty Dunin-Marcinkiewicz (1863–1865)
- Józef Piłsudski (1891–1892)
- Feliks Dzierżyński (co najmniej 4-krotnie od 1898 do 1917)
- Karuś Kahaniec (1905–1906, 1910–1911)
- Alaksandr Pruszynski (1907–1908)
- Jakub Kołas (1908–1911)
- Boris Sawinkow (1924)
- Maksim Tank (1932–1933)
- Konstanty Rdułtowski (1940)
- Ryszard Kaczorowski (1940–1941)[6]
- Kazimierz Świątek (1944–1945)
- Andrej Klimau
- Michaił Czyhir (1999–2000)
- Andrzej Poczobut (od 2022)[3]

### Ofiary stalinowskich represji
- Anton Balicki (rozstrzelany w 1937)
- Ściapan Niekraszewicz (rozstrzelany w 1937)
- Alaksandr Cwikiewicz (rozstrzelany w 1937)
- Michaił Kudzielka (rozstrzelany w 1938)